# Cleonymus laticornis
Cleonymus laticornis (лат.) — вид хальцидоидных перепончатокрылых наездников подсемейства Cleonyminae из семейства Pteromalidae.

## Распространение
Палеарктика, Неарктика.

## Описание
Относительно крупные хальцидоидные перепончатокрылые наездники. Личинки — паразиты жуков (Coleoptera: Anobiidae, Cerambycidae, Curculionidae, Scolytidae) и бабочек (Lepidoptera: Gracillariidae).

## Классификация
Вид был впервые описан в 1837 году английским энтомологом Френсисом Уокером (1809—1874). Близок к видам Cleonymus canariensis, Cleonymus balcanicus, Cleonymus brevis, Cleonymus longigaster.